# Постоялый двор

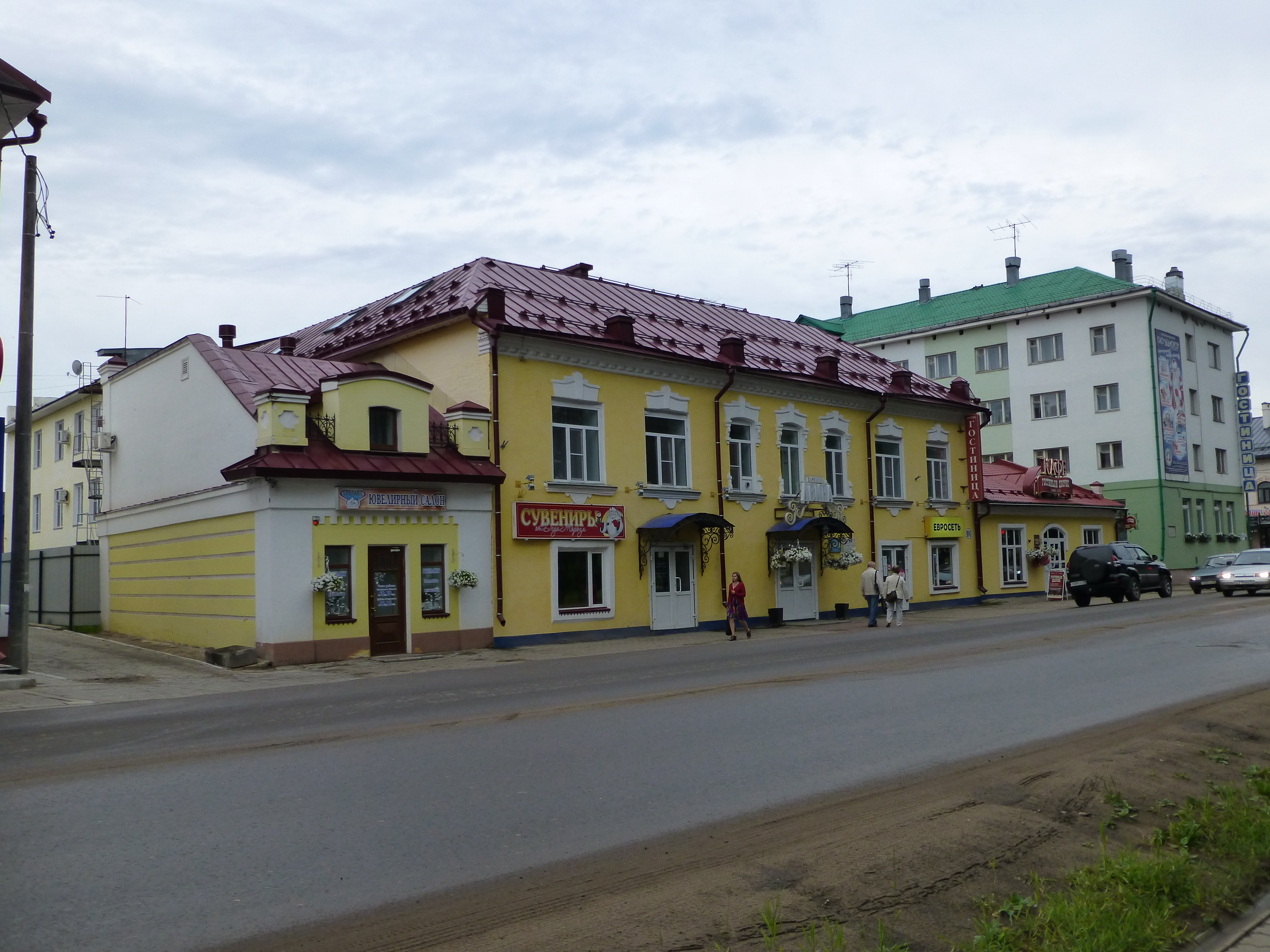
Здание Постоялого двора Н. И. Попова, улица Красная, дом № 104, Великий Устюг, Вологодская область, 2016 год.

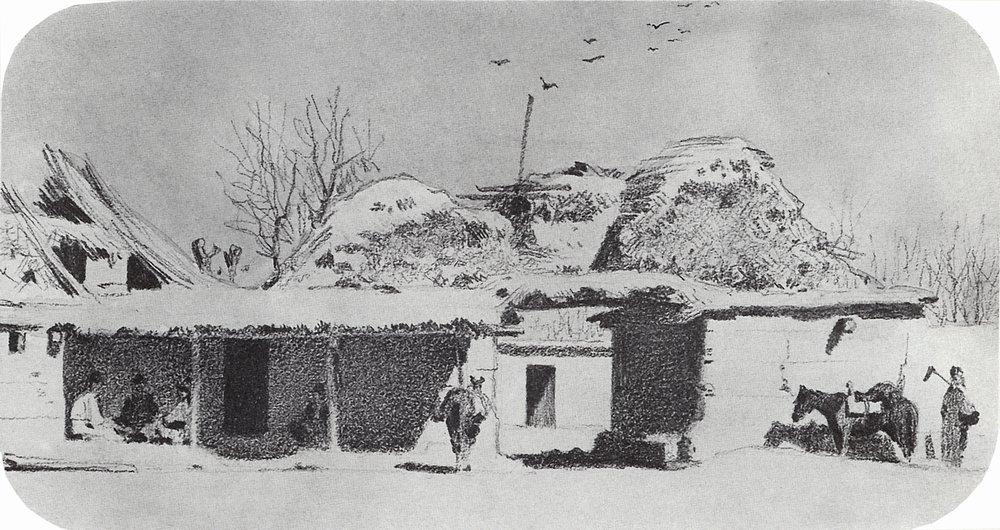
В. В. Верещагин, «Постоялый двор близ Ташкента», 1867 год.

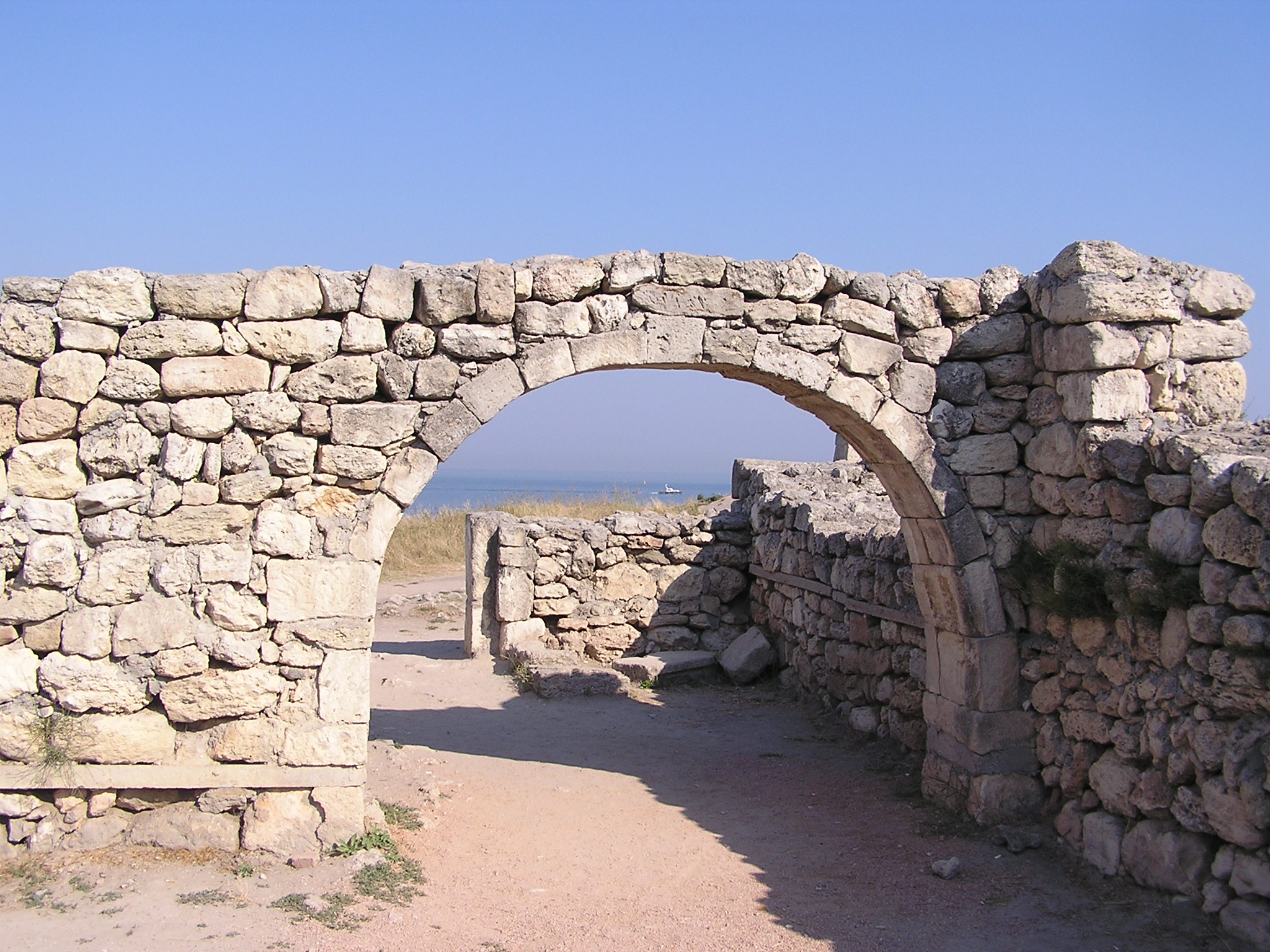
Постоялый двор, Херсонес.

Постоя́лый двор (заезжий дом) — в Российской империи, на Руси, тип дешёвой крестьянской гостиницы — помещение для отдыха и ночлега с двором для размещения лошадей и экипажей.
Ранее стоя́лый двор — крестьянская гостиница для проезжих, в различных краях (странах) России имел и другие названия как то — заезжий, выезжий двор, подворье. Деятельность по содержанию постоялого двора называлась дворничеством. В постоялом дворе обычно имелся также трактир, кабак, корчма.

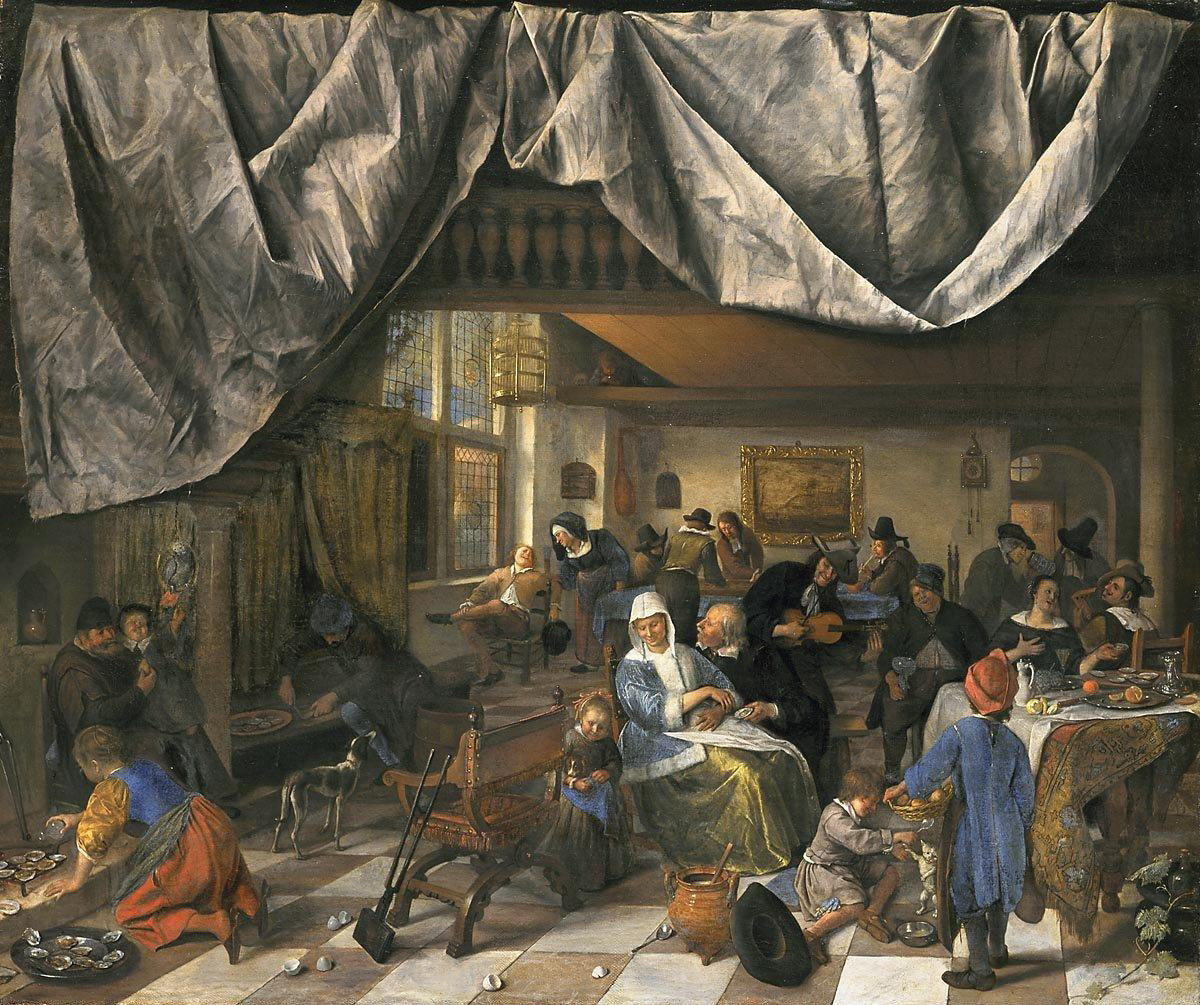
Постоялый двор. Картина художника Яна Стена, 3-я четверть XVII века. Маурицхёйс, Гаага

## История
На Руси издавна существовали стоялые, постоялые, заезжие, выезжие дворы. Они обыкновенно содержались частными лицами, которые брали с проезжающих и останавливающихся в них особую пошлину — постоялое. Пётр Великий приказал в 1704 году переписать все постоялые дворы и обложить их сбором; вскоре за тем он велел взять их в казну и отдавать на откуп, поручив надзор за ними воеводам. В XVIII веке постоялые дворы строились и в городских поселениях, и на дорогах, и в сёлах. С 1832 года при них стали строить харчевни; с 1836 года с них устанавливается особый сбор в пользу городских доходов. Согласно Своду Законов 1886 года постоялые дворы в городских поселениях учреждались для доставления дешёвого приюта простому народу; их содержание было дозволено всем лицам, имеющим право торговли в городах, без ограничения числа; с одинаковым правом торговли, с правом съестных лавок; свидетельства на их содержание выдавались (с обязательством уплаты годового акциза в пользу городских доходов) городскими общественными учреждениями, подобно трактирам, наравне с которыми постоялые дворы подчинялись и полицейскому надзору. Содержание постоялых дворов вне городских поселений предоставлялось всем без получения разрешений и без платежа акциза в пользу казны; их назначение состояло в предоставлении приюта и питания проезжающим.